# 水城リカ
水城 リカ（みずしろ リカ、1943年3月3日 - ）は、日本の女優・元モデル。本名不明、旧芸名水野 よし子（みずの よしこ）、若月 ひとみあるいは若月 ヒトミ（わかつき ひとみ）。
インターネット・ムービー・データベース等における姓の読み「みずき」は誤りである。

## 人物・来歴

### モデルから女優に転身
1943年（昭和18年）3月3日、第二次世界大戦中の東京都に生まれる。
1958年（昭和33年）4月、実践女子学園高等学校に進学、1961年（昭和36年）3月に同校を卒業する。ファッションモデルをしていたが、満22歳になった1965年（昭和40年）6月に公開された成人映画『水中裸の浮世絵 蛇魂』（監督鮫吾朗）に水野 よし子の名で主演し、映画界にデビューする。同作は、1961年（昭和36年）3月に小説家の高橋鉄（1907年 - 1971年）が監督した『性の神々』、1963年（昭和38年）1月に劇作家の北里俊夫（1913年 - 没年不詳）が監督した『野生のラーラ』といった、エクスプロイテーション性の強い成人映画を製作・配給した内外フィルム（代表三木光人）が製作した作品群のなかでも、最末期の作品であった。同年10月に公開された渡辺護監督の『情夫と牝』で水城 リカの名で助演、同年12月に公開された向井寛監督の『学生妻』では若月 ヒトミの名で主演、同じく宮口圭監督の『女肌のにおい』では「水城リカ」の名で主演している。
『日本映画発達史』の田中純一郎は、同書のなかで黎明期の成人映画界のおもな出演者として、扇町京子、橘桂子、城山路子（光岡早苗と同一人物）、内田高子、香取環、新高恵子、松井康子、西朱実、朝日陽子、火鳥こずえ、華村明子、森美沙、湯川美沙、光岡早苗、路加奈子、有川二郎、里見孝二、川部修詩、佐伯秀男の名を挙げているが、水城の名は挙げられていない。しかしながら水城は、同様に黎明期のおもな脚本家・監督として田中が挙げた人物のうち、渡辺護の監督デビュー年の第3作（『情夫と牝』）に出演しているばかりか、向井寛や宮口圭、山本晋也の初期作に主演、福田晴一が成人映画に転向した年の5作目に出演している。水城もまた成人映画黎明期の女優である。正確な時期は不明であるが、木俣堯喬（1915年 - 2004年）の門下に入り、芦川絵里（1949年 - ）、あるいは珠瑠美（1949年 - ）・谷身知子（1951年 - ）姉妹らとともにプロダクション鷹に所属した。木俣が監督した『欲情の河』（1967年）、『恐るべき密戯』（1968年）、『狂った牝猫』（1968年）、『送り狼』（1968年）、『娼婦』（1968年）といった作品で主演し、木俣が育て上げた。
1966年（昭和41年）8月27日に公開された新藤兼人監督による乙羽信子の主演作『本能』（配給松竹）のタイトルバックに全裸で出演しており、以降、新藤が主宰する近代映画協会が製作する作品に起用されるようになる。『眠れる美女』（監督吉村公三郎、配給松竹、1968年1月31日公開）、『藪の中の黒猫』（監督新藤兼人、配給東宝、同年2月24日公開）、『かげろう』（監督新藤兼人、配給東宝、1969年10月29日公開）、『触角』（監督新藤兼人、配給東宝、1970年6月3日公開）等、したがって、水城は、松竹・東宝の配給作品に出演することとなった。同年7月31日に放映された連続テレビ映画『特別機動捜査隊』の第353回『白熱の人』にゲスト出演をして、テレビ映画にも進出、以降、1970年（昭和45年）まで5回に渡り、同シリーズには出演している。1969年（昭和44年）5月1日に公開された独立系成人映画界初のオールカラー映画『深い欲望の谷間』（監督沢賢介）に主演、「若妻」役を好演した。
1973年（昭和48年）5月12日に公開された東宝の一般映画作品『戦争を知らない子供たち』（監督松本正志）には、独立系成人映画の女優である大月麗子も出演しているが、水城も「麻胡アケミ」役で出演している。1976年（昭和51年）になって初めて「日活ロマンポルノ」（1971年 - 1988年）に出演しており、同年5月1日公開の『ひめごころ』（監督藤井克彦）、同年7月31日公開の『色情海女 乱れ壷』（監督遠藤三郎）の2作に出演、その後に引退した。当時、満33歳であった。その8年後、満41歳のときに、大蔵映画の『浮気の報酬』（監督渋谷衿）に助演している。以降の消息は知られておらず、存命であれば2014年（平成26年）には満71歳である。

### 再評価
2008年（平成22年）3月15日 - 同年4月4日にシネマヴェーラ渋谷で行なわれた「若松孝二大レトロスペクティブ」の特集上映で、水城の主演作『性の放浪』（1967年）が上映された。2010年（平成22年）6月19日 - 同年7月9日に同館で行なわれた「足立正生の宇宙」の特集上映で、主演作『性地帯 セックスゾーン』（監督足立正生、1968年）がデジベ版素材で上映された。
同年8月27日 - 同29日に神戸映画資料館で行なわれた「竹中労の仕事 パート1」の特集上映で、主演作『欲情の河』『狂った牝猫』（いずれも監督木俣堯喬、1968年）の2作がそれぞれ16mmフィルム版プリントで上映された。2012年（平成24年）9月28日 - 同29日に同館で行なわれた「プロ鷹クロニクル PART-1」の特集上映では、出演作『好色魔』（監督木俣堯喬、1968年）、同年9月30日 - 同年10月1日の「プロ鷹クロニクル PART-2」では、主演作『娼婦』（監督木俣堯喬、1968年）が、それぞれ16mmフィルム版プリントで上映された。2013年（平成25年）6月8日に京都みなみ会館で行なわれた「追悼・若松孝二ナイト」の特集オールナイト上映で、『性の放浪』が16mmフィルム版プリントで上映された。

## フィルモグラフィ
クレジットはすべて「出演」である。東京国立近代美術館フィルムセンター（NFC）等の所蔵・現存状況についても記す。

### 1965年
- 『水中裸の浮世絵 蛇魂』 : 企画三木光人、監督鮫吾朗、製作・配給内外フィルム、1965年6月公開（成人映画・映倫番号 14011） - 「水野よし子」名義で主演（デビュー作）[1]
- 『情夫と牝』 : 製作斎藤邦唯、監督渡辺護、主演中島京子、製作扇映画プロダクション、配給関東ムービー配給社、1965年10月公開（成人映画・映倫番号 不明）
- 『学生妻』 : 監督向井寛、製作日本芸術協会、配給関東ムービー配給社、1965年12月公開（成人映画・映倫番号 14779） - 「若月ヒトミ」名義で主演[14]
- 『女肌のにおい』 : 製作三田浩、監督宮口圭、製作東京企画、1965年12月公開（成人映画・映倫番号 不明） - 主演

### 1966年
- 『やくざ処女』（『やさぐれ処女』[1]） : 監督甲斐清二、製作北星映画社、1966年2月公開（成人映画・映倫番号 14373） - 主演
- 『泣かされた女』 : 製作菜穂俊一、監督山下治、製作・配給ワールド映画、1966年3月公開（成人映画・映倫番号 不明）
- 『狂った女神』 : 製作千葉実、監督山本晋也、主演津崎公平、製作オリジナル映画、配給大蔵映画、1966年4月公開（成人映画・映倫番号 14348）
- 『やわ肌ざんげ』 : 製作宮西四郎、企画・出演宮田羊容、監督鶴巻次郎、主演布地由起江、製作宮西プロダクション、1966年5月公開（成人映画・映倫番号 14186） - 出演・「安宿の女」役
- 『情婦』 : 製作・監督木俣堯喬、主演工藤那美、製作プロダクション鷹、配給日本シネマ、1966年7月公開（成人映画・映倫番号 14496）
- 『白の人造美女』[14]（『白い人造美女』[1][13]） : 製作・企画・監督若松孝二、脚本大谷義明、主演柴田秀勝・向井まり、製作若松プロダクション、1966年7月公開（成人映画・映倫番号 不明）
- 『本能』 : 製作・監督・脚本新藤兼人、主演乙羽信子、製作近代映画協会、配給松竹、1966年8月27日公開（成人映画・映倫番号 14607） - 「水城りか」名義でタイトルバック出演[1]、103分の上映用プリントをNFCが所蔵[10]
- 『女の破局』 : 製作山辺信雄、監督・脚本飛田良、主演可能かづ子、製作ヤマベプロダクション、配給関東映配、1966年11月公開（成人映画・映倫番号 14742）
- 『狂った挑発』 : 監督湯浅浪男（共同監督安藤達己とも[11]）、主演清水世津、製作湯浅プロダクション、配給国映、1966年12月公開（成人映画・映倫番号 14711）
- 『かよい妻』 : 製作千葉実、監督向井寛、主演火鳥こずえ・谷口朱里、製作・配給日本シネマフイルム、1966年12月公開（成人映画・映倫番号 不明） - 出演、66分の上映用プリントをNFCが所蔵[10]
- 『結婚詐欺』 : 監督福田晴一、主演美矢かほる、製作ICAプロダクション、配給東京興映、1966年12月公開（成人映画・映倫番号 不明） - 出演[8]

### 1967年
- 『狂ったいとなみ』 : 監督佐々木元、主演津崎公平・一星ケミ、製作東京芸術映画協会、配給関東ムービー配給社、1967年10月13日公開（成人映画・映倫番号 15089） - 出演・「睦」役、70分の16mmフィルム版上映用プリントをデジタルミームが所蔵[18]
- 『ダブル処女』 : 企画山辺信雄、監督岸信太郎・三樹英樹、主演松井康子・辰巳のり子、製作ヤマベプロダクション、配給大蔵映画、1967年1月29日公開（成人映画・映倫番号 14814）
- 『いろの道づれ』 : 企画・製作江戸川実、監督向井寛、脚本宗豊、主演左京未知子、製作東京第一フィルム、配給六邦映画、1967年7月2日公開（成人映画・映倫番号 14950） - 「若月ひとみ」名義で出演、70分の上映用プリントをNFCが所蔵[10]
- 『蛇淫』 : 監督福田晴一（小森白とも[11]）、共演左京未知子、製作・配給東京興映、1967年7月11日公開（成人映画・映倫番号 14977） - 主演
- 『性の放浪』 : 企画・製作・監督若松孝二、脚本出口出、助監督沖島勲、共演山谷初男、製作若松プロダクション、配給日本シネマ、1967年9月12日公開（成人映画・映倫番号 14979） - 主演・「種田良重」役、56分の上映用プリントをNFCが所蔵[10][30]
- 『恥ずかしい技巧』（『恥かしい技巧』[11][14]） : 監督向井寛、共演一星ケミ・藤ひろ子、製作日本芸術協会、配給関東ムービー配給社、1967年9月19日公開（成人映画・映倫番号 15031） - 主演
- 『強烈な…青い穴』 : 企画・製作上松宗夫、監督東元薫、共演相原かおり・一星ケミ、製作・配給日映企画、1967年9月公開（成人映画・映倫番号 不明） - 主演
- 『欲情の河』 : 企画・監督・脚本木俣堯喬、共演団徳麿、製作プロダクション鷹、1967年11月公開（成人映画・映倫番号 14607） - 「水城りか」名義で主演、61分の上映用プリントをNFCが所蔵[10]・64分の16mm版上映用プリントが現存[32]

### 1968年 - 1969年
- 『眠れる美女』 : 監督吉村公三郎、原作川端康成、脚色新藤兼人、主演田村高廣、製作近代映画協会、配給松竹、1968年1月31日公開（成人映画・映倫番号 15190） - 出演・「眠れる美女1」役[1]、96分の上映用プリントをNFCが所蔵[10]
- 『藪の中の黒猫』 : 監督・脚本新藤兼人、主演乙羽信子、製作日本映画新社・近代映画協会、配給東宝、1968年2月24日公開（映倫番号 15230） - 出演・「侍女」役[1]、99分の上映用プリントをNFCが所蔵[10]
- 『深い欲望の谷間』（『深い欲情の谷間』[1][14]） : 監督沢賢介、製作サワプロダクション・大阪シネマ興業、配給アジアフイルムズ、1969年5月1日公開（成人映画・映倫番号 不明） - 主演・「若妻」役[8][1]
- 『好色魔』 : 企画・監督・脚本木俣堯喬、出演美矢かほる、製作プロダクション鷹、1968年8月公開（成人映画・映倫番号 15386） - 主演、64分の上映用プリントをNFCが所蔵[10]・57分の16mmフィルム版上映用プリントが現存[33]
- 『性地帯 セックスゾーン』 : 企画・製作若松孝二、監督足立正生、脚本出口出、助監督沖島勲、監督助手秋山未知汚、共演山谷初男、製作若松プロダクション、1968年8月公開（成人映画・映倫番号 不明） - 主演・「女」役、デジベ版上映素材が現存[31]
- 『恐るべき密戯』 : 企画・監督・脚本木俣堯喬、製作プロダクション鷹、1968年公開（成人映画・映倫番号 不明） - 主演
- 『狂った牝猫』 : 企画・監督・脚本木俣堯喬、共演団徳麿、製作プロダクション鷹、1968年公開（成人映画・映倫番号 不明） - 主演、63分の16mmフィルム版上映用プリントが現存[32]
- 『送り狼』 : 企画・監督・脚本木俣堯喬、共演芦川絵里、製作プロダクション鷹、1968年公開（成人映画・映倫番号 不明） - 主演
- 『娼婦』 : 企画・監督・脚本木俣堯喬、製作プロダクション鷹、1968年公開（成人映画・映倫番号 不明） - 主演、57分の16mmフィルム版上映用プリントが現存[33]
- 『特別機動捜査隊』 : 主演波島進、製作東映/NET（連続テレビ映画）
  - 第353回『白熱の人』 : 監督・脚本不明、共演春日八郎、1968年7月31日放映
  - 第370回『挑戦』 : 監督松島稔、脚本小川記正、共演森山周一郎、1968年11月27日放映
  - 第412回『凍った蒸発』 : 監督・脚本不明、共演三島耕、1969年9月24日放映
  - 第448回『刑事』 : 監督田中秀夫、脚本元持栄美、共演長谷川弘、1970年6月3日放映
  - 第471回『東京の見える町』 : 監督不明、共演長尾敏之助、1970年11月11日放映
- 『かげろう』 : 監督・脚本新藤兼人、主演乙羽信子、製作近代映画協会、配給東宝、1969年10月29日公開（映倫番号 16075） - 出演・「女」役

### 1970年代
- 『五番目の刑事』 : 主演原田芳雄、 第24話「紅バラは真夜中の匂い」（1970年6月3日放映、東映 / NET） - マコ
- 『触角』 : 監督・脚本新藤兼人、主演乙羽信子、製作日本映画新社・近代映画協会、配給東宝、1970年6月3日公開（映倫番号 15766） - 出演・「イメージの女」役[15]、104分の上映用プリントをNFCが所蔵[10]
- 『戦争を知らない子供たち』 : 製作針生宏、監督松本正志、原案北山修、脚本大和屋竺・藤田敏八・古俣則男・松本正志、主演島村美輝、製作東宝映画、配給東宝、1973年5月12日公開（映倫番号 17143） - 出演・「麻胡アケミ」役[15]
- 『ひめごころ』 : 製作伊地智啓、監督藤井克彦、原作富島健夫、主演北川たか子、製作・配給日活、1976年5月1日公開（成人映画・映倫番号 18683） - 出演・「女性徒」役
- 『色情海女 乱れ壷』[16]（『色情海女 乱れ壺』[1][13]） : 製作岡田裕、監督遠藤三郎、撮影高村倉太郎、主演八城夏子、製作・配給日活、1976年7月31日公開（成人映画・映倫番号 18778） - 出演、72分の原版が現存・2005年日活がDVDビデオグラムを発売[3]
- 『浮気の報酬』 : 監督渋谷衿、主演響恭子、製作・配給大蔵映画、1984年8月公開（成人映画・映倫番号 111508）

## ビブリオグラフィ
国立国会図書館蔵書等にみる書誌である。
- 「グラビア」 : 『平凡パンチ』昭和42年1月30日号・通巻140号所収、平凡出版、1967年1月30日発行
- 「インタビュー」香取環・美矢かほる・一星ケミ・谷ナオミ・水城リカ・林美樹 : 『成人映画』第20号所収、現代工房、1967年8月1日発行
- 表紙 : 『成人映画』第23号所収、現代工房、1967年11月1日発行
- 「セリフのないヒロイン『眠れる美女』」水城リカ : 『週刊新潮』昭和42年11月25日号・47号所収、新潮社、1967年11月25日発行
- 「グラビア」水城リカ・谷ナオミ・内田高子 : 『別冊近代映画 夢のグラマー特大号』昭和43年1月臨時増刊号所収、近代映画社、1968年1月発行
- 「SPACE WOMAN」水城リカ : 『平凡パンチ』昭和44年7月14日号所収、平凡出版、1969年7月14日発行
- 「グラビヤ」 : 『別冊夫婦生活』昭和44年8月号所収、手帖社、1969年8月発行
- 「秋山庄太郎最新ヌード傑作選」秋山庄太郎 : 『週刊現代』第13巻第52号所収、講談社、1971年12月発行、p.1-20.
- 「秋山庄太郎作品集 FLOWER&GIRLS」秋山庄太郎 : 『平凡パンチ』昭和48年1月10日号・SONG&NUDE特集号所収、平凡出版、1973年1月10日発行
- 「覗く! 女の部屋」水城リカ : 『プライベートグラフ』昭和53年3月号所収、セルフ出版、1978年3月発行